# Wybory parlamentarne w Belgii w 2019 roku
Wybory parlamentarne w Belgii w 2019 roku zostały przeprowadzone w dniu 26 maja 2019. Wyborcy wybierali 150 posłów do Izby Reprezentantów. Frekwencja wyniosła 88,38% (głosowanie obowiązkowe). Wybory odbyły się w terminie po zakończeniu pięcioletniej kadencji niższej izby belgijskiego parlamentu.
Razem z wyborami parlamentarnymi przeprowadzono również wybory europejskie oraz wybory regionalne do czterech parlamentów regionalnych i wspólnotowych (flamandzkiego, walońskiego, stołecznego i wspólnoty niemieckojęzycznej).

## Wyniki wyborów
| Lista wyborcza                                | Głosy     | %    | Mandaty | Zmiana |
| --------------------------------------------- | --------- | ---- | ------- | ------ |
| Nowy Sojusz Flamandzki (N-VA)                 | 1 086 787 | 16,0 | 25      | −8     |
| Interes Flamandzki (VB)                       | 810 177   | 12,0 | 18      | +15    |
| Partia Socjalistyczna (Walonia) (PS)          | 641 623   | 9,5  | 20      | −3     |
| Chrześcijańscy Demokraci i Flamandowie (CD&V) | 602 520   | 8,9  | 12      | −6     |
| Robotnicza Partia Belgii (PTB/PvdA)           | 584 621   | 8,6  | 12      | +10    |
| Flamandzcy Liberałowie i Demokraci (Open Vld) | 579 334   | 8,5  | 12      | −2     |
| Ruch Reformatorski (MR)                       | 512 825   | 7,6  | 14      | −6     |
| Partia Socjalistyczna (Flandria) (sp.a)       | 455 034   | 6,7  | 9       | −4     |
| Ecolo                                         | 416 452   | 6,1  | 13      | +7     |
| Groen                                         | 413 836   | 6,1  | 8       | +2     |
| Centrum Demokratyczno-Humanistyczne (cdH)     | 250 861   | 3,7  | 5       | −4     |
| Démocrate Fédéraliste Indépendant (DéFI)      | 150 394   | 2,2  | 2       | –      |
| Partia Ludowa (PP)                            | 75 096    | 1,1  | 0       | −1     |
| DierAnimal                                    | 47 733    | 0,7  | 0       | –      |
| Listes Destexhe                               | 42 712    | 0,6  | 0       | –      |
| Razem                                         | Razem     | 100  | 150     | –      |